# Rovio
Rovio Entertainment Ltd. або Rovio (читається як Ровіо; спершу Relude) — фінська компанія, що займається розробкою відеоігор, розташована у місті Еспоо. Компанія була заснована 2003 року як студія розробки мобільних ігор під назвою «Relude», а вже 2005 року була перейменована в «Rovio». Компанія найбільш відома своєю ігровою франшизою Angry Birds. Деяка продукція Rovio видана фірмою Activision. Та також «Sega» купили «Rovio» 17 серпня 2023 року за 706 мільйонів євро.

## Історія
У 2003 році троє студентів Гельсінського технологічного університету Ніклас Хед, Ярно Вякевяйнен і Кім Дікерт взяли участь у конкурсі розробки мобільних ігор на демопаті Assembly, організованої компаніями Nokia і HP. Перемігши з грою King of the Cabbage World, вони створили власну компанію Relude. Гра була продана студії Sumea (нині належить компанії Digital Chocolate) і перейменована в Mole War, ставши першою у світі комерційної мобільного багатокористувацької грою в режимі реального часу.
Спочатку компанія розробляла ігри для платформи J2ME. Це були хардкорні ігри з елементами насильства і жахів, а також гонки і шутери. В основному компанія розробляла ігри для великих видавців, зокрема гри Burnout, Need for Speed, SWAT.
У січні 2005 року Relude отримала перший раунд інвестицій від бізнес-ангела, і компанія змінила свою назву на Rovio Mobile ("rovio" перекладається з фінської мови як "багаття").
У грудні 2009 року Rovio випустила гру Angry Birds — аркаду для iPhone. З того часу серія ігор сумарно була завантажена більше мільярда разів, 25% з яких припадає на платні версії. Angry Birds стала найбільш продаваною грою в App Store.
У березні 2011 року Rovio отримала 42 млн доларів фінансування від Accel Partners, Atomico і Felicis Ventures. У липні 2011 року компанія змінила свою назву на Rovio Entertainment Ltd. У червні 2011 року компанія найняла Девіда Мейзела для керівництва виробництва Angry Birds у кіно. До жовтня 2011 року Rovio придбав Kombo, анімаційну компанію, що базується в Гельсінкі. Студія анімації була придбана для створення серії коротких відеороликів, випущених у 2012 році.
У березні 2012 року Rovio придбала студію Futuremark Games Studio — підрозділ розробки ігор компанії Futuremark.
У травні 2012 року Rovio оголосила, що серія ігор Angry Birds досягла біля мільярда завантажень. У липні 2012 року Rovio оголосила про партнерство з Activision, щоб представити перші три гри Angry Birds для ігрових консолей і портативних комп'ютерів в колекції під назвою Angry Birds Trilogy. Вони були випущені у вересні 2012 року. У листопаді 2012 року Rovio випустив Angry Birds Star Wars — ітерацію своєї популярної гри, ліцензованої за оригінальною трилогією Star Wars, для мобільних пристроїв та ПК. Rovio знову співпрацював з Activision, щоб перенести назву на ігрові консолі та портативні пристрої; гра була випущена на цих платформах в жовтні 2013 року. Продовження "Angry Birds Star Wars II", засноване на трилогії приквелу "Зоряні війни", вийшло у вересні 2013 року.
У 2012 році компанія планувала відкрити на території Китаю близько 100 магазинів, для боротьби з контрафактною продукцією Angry Birds (з 2011 року в місті Чанша діє піратський парк).
У липні 2012 року Rovio випустила гру Amazing Alex — головоломку для iOS і Android.
27 вересня 2012 «Rovio» випустила гру Bad Piggies — з персонажами серії ігор «Angry Birds» — свинями.
12 березня 2013 «Rovio» випустила гру The Croods. Гра за мотивами нового мультфільму DreamWorks Animation «Сімейка Крудсів».
16 березня 2013 «Rovio» почала створення мультсеріалу за мотивами Angry Birds — Angry Birds Toons. Для мультфільму Rovio запустив свій мультиплатформенний канал Toons.TV. Канал припинив діяльність у 2017 році.
У січні 2014 року Rovio оголосив, що його серія ігор Angry Birds досягла свого двомільярдного завантаження.
У серпні 2014 року Rovio оголосив, що Мікаель Хед піде з посади генерального директора в січні 2015 року на користь Пекки Рантали.
30 липня 2015 «Rovio» випустила продовження своєї найвідомішої гри «Angry Birds 2».
У листопаді 2018 року компанія придбала фінську компанію PlayRaven, що спеціалізується на розробці мобільних стратегічних ігор, за нерозкриту суму коштів. На момент придбання студія налічувала 25 співробітників.
2 травня 2019 у Rovio вийшов сиквел до «Angry Birds в кіно» — «Angry Birds в кіно 2».
3 червня 2020 року Rovio придбав Darkfire Games за невизначену суму. Дочірньою компанією стала Rovio Копенгаген.
21 грудня 2020 року Rovio оголосив, що виконавчий віце-президент з ігор Олександр Пеллет'є-Норманд обійме посаду генерального директора. Зміна набрала чинності 1 січня 2021 року.